# قسم دهسرد الريفي (مقاطعة أرزوئية)
قسم دهسرد الريفي (بالفارسية: دهستان دهسرد) هي قسم تقع في إيران في Arzuiyeh District. يقدر عدد سكانها بـ 3,527 نسمة .